# Savignano Irpino
Savignano Irpino község (comune) Olaszország Campania régiójában, Avellino megyében.

## Fekvése
A megye északi részén fekszik. Határai: Ariano Irpino, Greci, Montaguto, Monteleone di Puglia és Panni.

## Története
Története a régészeti leletek tanúsága szerint a rómaiak idejére nyúlik vissza. Erődítménye a normannok uralkodása alatt, a 12. században épült. A középkorban a Sforza majd a Guevara család hűbéri birtoka volt. A következő századokban különböző nemesi családok birtokolták. A 19. században nyerte el önállóságát, amikor a Nápolyi Királyságban felszámolták a feudalizmust.

## Népessége
A népesség számának alakulása:

## Főbb látnivalói
- a 18. századi San Nicola-templom
- a normann vár, amelyet a 18. században elegáns palotává alakítottak át
- az 1727-ben épült Palazzo Orsini, amelyben XIII. Benedek pápa is lakott
- a 17. századi Madonna delle Grazie-templom